# إل. بيري كورتيس
إل. بيري كورتيس (بالإنجليزية: L. Perry Curtis)‏ هو مؤرخ أمريكي، ولد في 1932 في Southport, Connecticut ‏ في الولايات المتحدة.